# Port Vincent
Port Vincent és una població dels Estats Units a l'estat de Louisiana. Segons el cens del 2000 tenia 463 habitants.

## Demografia
Segons el cens del 2000, Port Vincent tenia 463 habitants, 192 habitatges, i 134 famílies. La densitat de població era de 108,3 habitants/km².
Dels 192 habitatges en un 27,6% hi vivien nens de menys de 18 anys, en un 59,4% hi vivien parelles casades, en un 5,2% dones solteres, i en un 29,7% no eren unitats familiars. En el 24% dels habitatges hi vivien persones soles el 7,8% de les quals corresponia a persones de 65 anys o més que vivien soles. El nombre mitjà de persones vivint en cada habitatge era de 2,41 i el nombre mitjà de persones que vivien en cada família era de 2,89.
Per edats la població es repartia de la següent manera: un 22,7% tenia menys de 18 anys, un 7,3% entre 18 i 24, un 30,9% entre 25 i 44, un 28,1% de 45 a 60 i un 11% 65 anys o més.
L'edat mediana era de 39 anys. Per cada 100 dones de 18 o més anys hi havia 103,4 homes.
La renda mediana per habitatge era de 36.250 $ i la renda mediana per família de 49.583 $. Els homes tenien una renda mediana de 35.357 $ mentre que les dones 27.188 $. La renda per capita de la població era de 17.347 $. Entorn del 4,6% de les famílies i el 7,9% de la població estaven per davall del llindar de pobresa.

## Poblacions més properes
El següent diagrama mostra les poblacions més properes.